# Castelo de Talcy

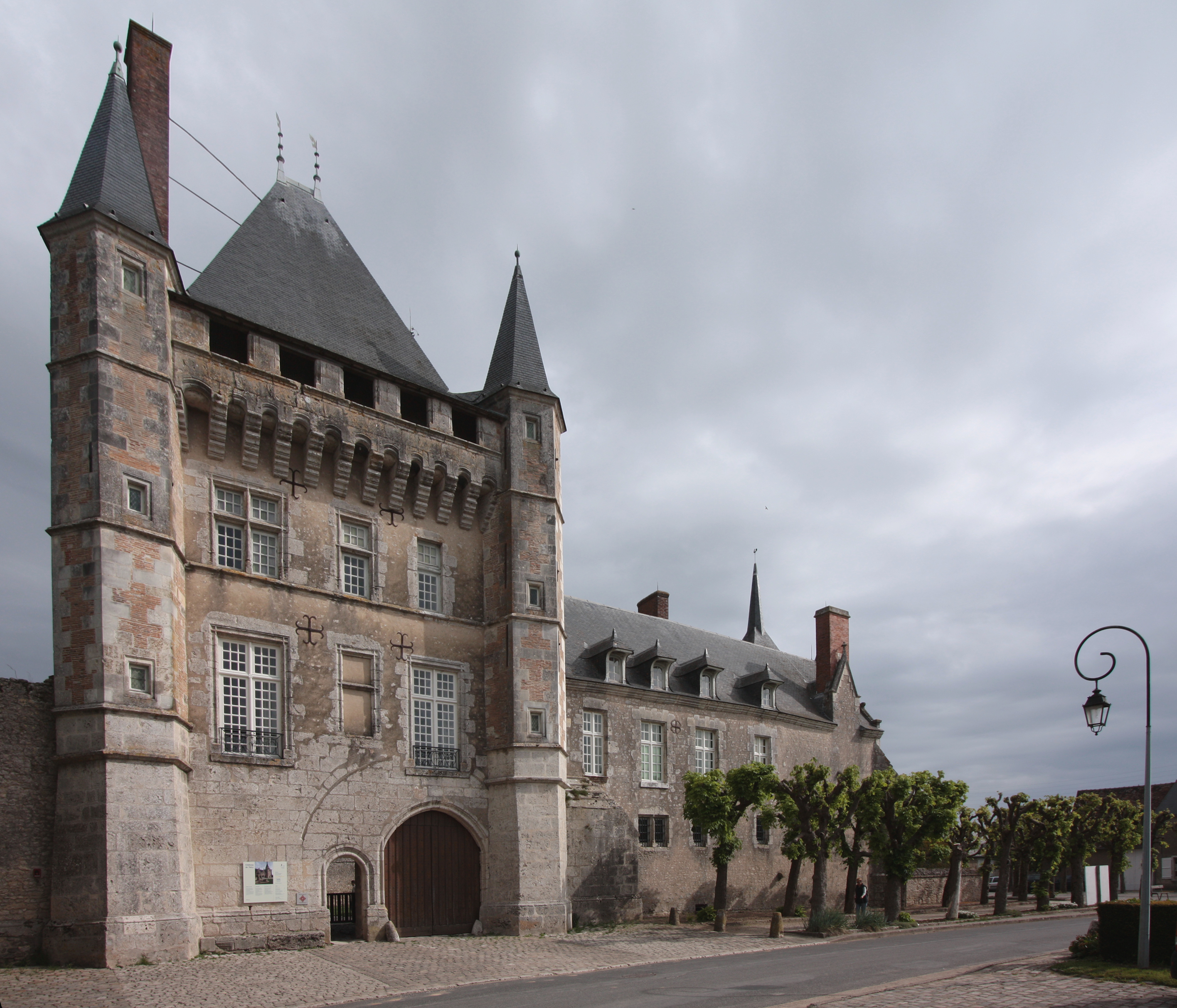
Fachada exterior do Castelo de Talcy

O Castelo de Talcy (em francês: Château de Talcy) é um palácio fortificado que se situa na localidade de Talcy, departamento do Loir-et-Cher, na região Centro da França. Fica na margem esquerda do Rio Loire, embora não imediatamente junto ao rio, cerca de 20 quilómetros a nordeste de Blois, na fértil região natural de Beauce. É um dos famosos catelos quinhentistas do Vale do Loire.
Foi encomendado em 1520 por Bernardo Salviati, um banqueiro florentino com ligações à família Médici. O castelo, que está incorporado na aldeia cuja igreja forma um dos lados do pátio, apresenta um aspecto mais gótico do que seria de esperar numa estrutura construída por um patrono italiano na época do Renascimento. O castelo está ligado à história da literatura, já que duas belas filhas da família proprietária, Cassandre Salviati e a sua sobrinha Diane, serviram de musas aos escritores Pierre de Ronsard e Agrippa d'Aubigné. Os Salviati mantiveram a posse do imóvel até 1682. A partir de então, o edifício passou por uma sucessão de proprietários, incluindo Philipp Albert Stapfer.
O castelo, de aparência simples e muito austera, foi classificado como Monumento Nacional em 1908, sendo menos conhecido pela sua arquitectura que pelos residentes do que por ele passaram. Entre as estruturas preservadas desde o século XVI encontra-se a casa de imprensa e o pombal, existindo também uma horta tradicional. No castelo existe o "chambre de la Médicis" ("Quarto da Médici"), divisão onde Catarina de Medici e o seu filho Carlos IX planearam o Massacre da Noite de São Bartolomeu durante a "Conferência de Talcy", a 28 e 29 de Junho de 1572.
Em 1932, o castelo foi vendido ao Estado, com a condição de que os interiores seriam conservados intactos. Os seus interiores quase totalmente preservados, com mobiliário dos século XVII e XVIII, assim como o seu jardim barroco restaurado estão abertos ao público, sendo visitados por 20 000 turistas anualmente.

## História

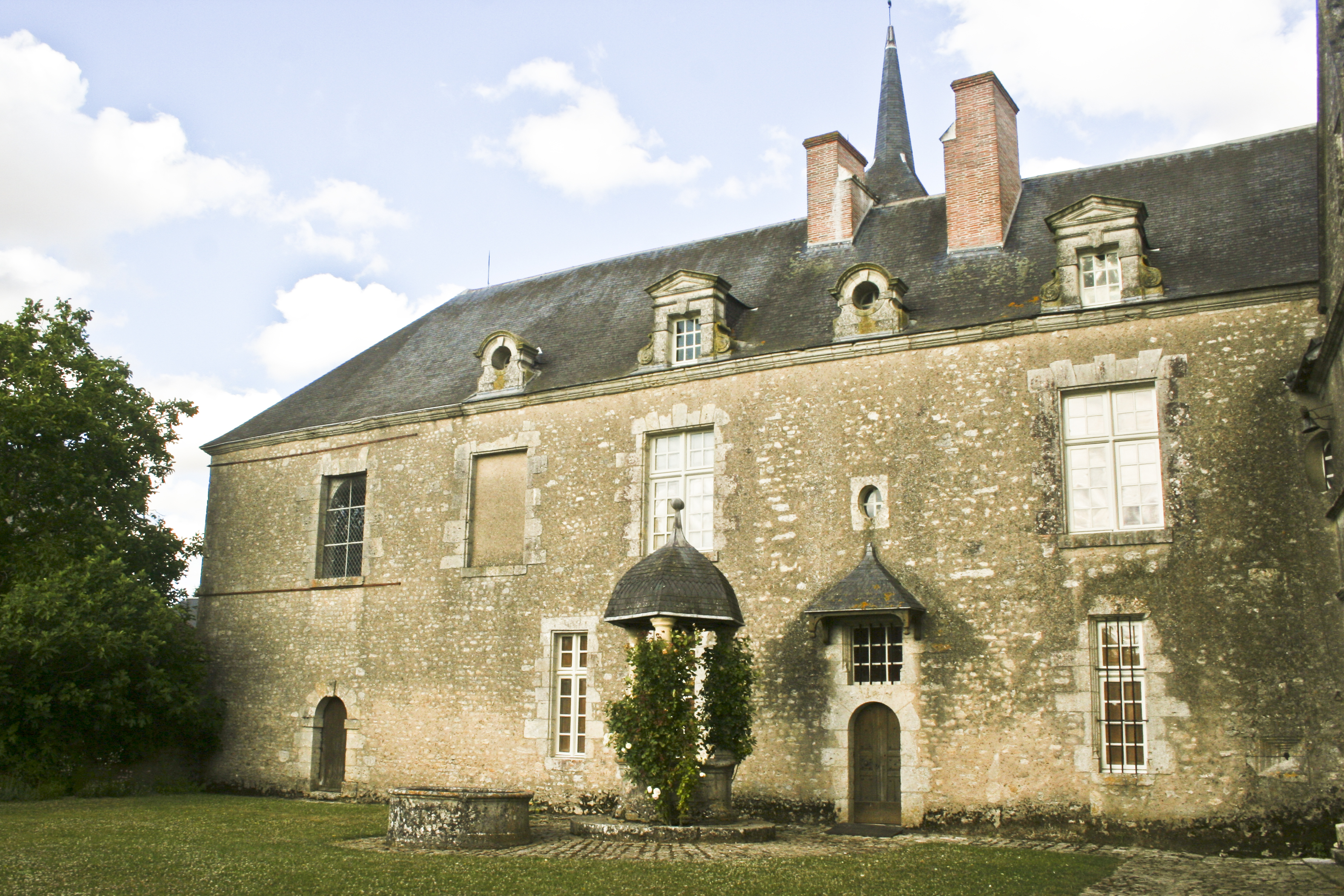
A ala leste do Castelo de Talcy e o poço

A parte mais antiga do castelo é o actual Donjon. Após a aquisição de Talcy por Bernard Salviati, o banqueiro italiano recebeu, no dia 12 de Setembro de 1520, ordem do Arcebispo de Toulouse, Jean d'Orléans-Longueville, para construir uma casa forte e para equipá-la com muralhas, fossos, torres, seteiras e outros elementos de defesa. Como o senhor feudal de Talcy era o senhor de Beaugency, o bispo especificou como condição para essa autorização que Bernard não criasse a sua própria guarda pessoal. Porém, o novo senhor de Talcy não aproveitou a autorização para fazer um verdadeiro uso como fortificação, já que o castelo nunca tinha possuido um fosso e, portanto, qualquer ponte levadiça. Mesmo os elementos arquitectónicos que eram obviamente defensivos nunca tiveram um verdadeiro funcionamento militar, servindo antes como arte decorativa.

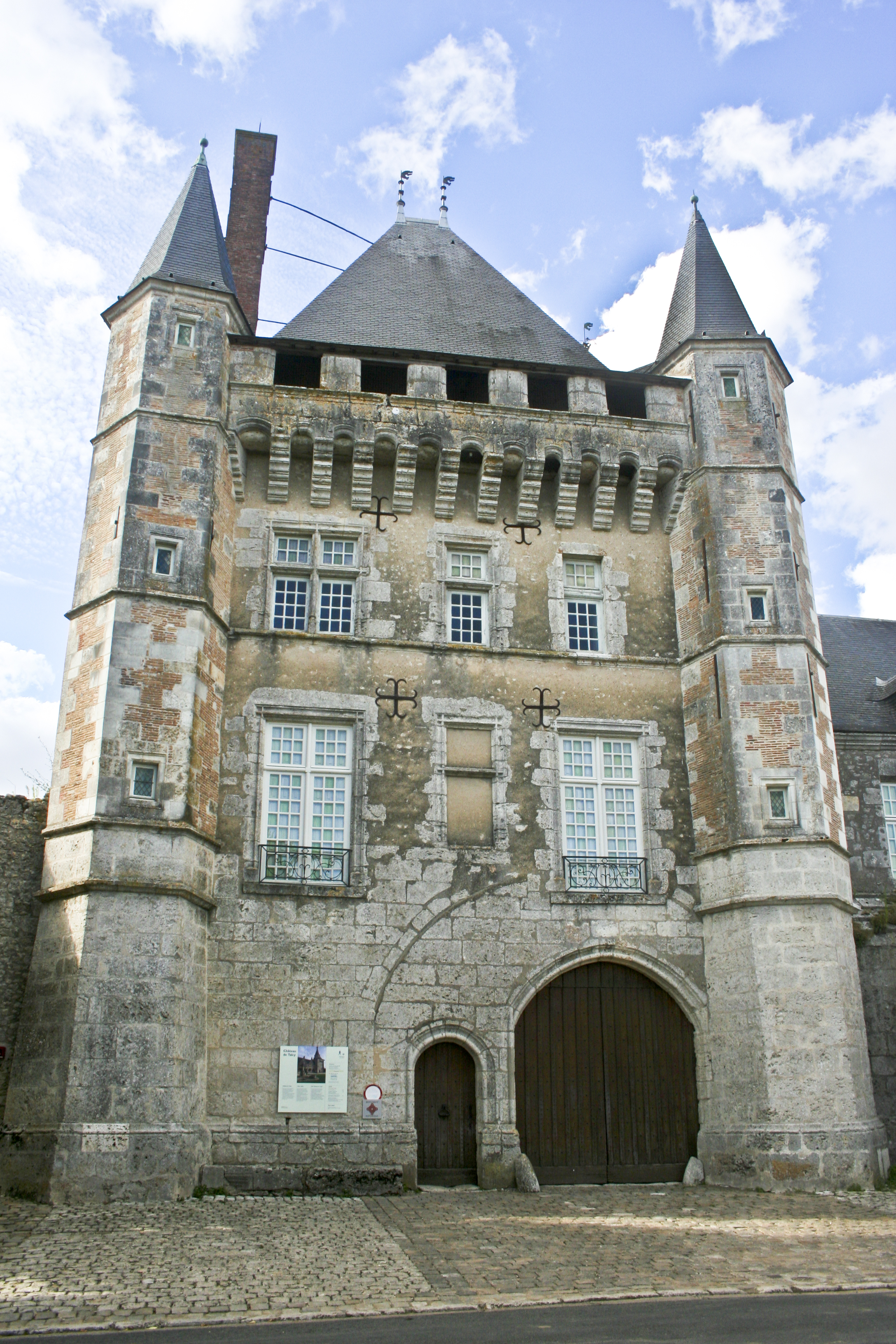
Vista geral da portaria

Embora Salviati fosse italiano, não construiu, a partir de 1520, um palácio ao estilo do renascimento do seu país, como era habitual em todo o Vale do Loire naquela época, mas sim um castelo senhorial na simplicidade da tradição arquitectónica francesa. Talvez tenha aproveitado edifícios mais antigos da portaria construída pela família Simon em 1480. No entanto foi feita a nova adição da actual ala sul e da primeira parte da ala leste. Logo após a sua conclusão, seguiu-se a construção da segunda parte, a parte norte, da mesma ala. Esta ala foi alterada por Isabelle Salviati em 1638, que mandou rebentar os contemporâneos olhos-de-boi e lucarnas com a construção duma empena em volutas. Ao mesmo tempo, também mandou fazer alterações no interior entre 1633 e 1643. Deste modo, transformou, nomeadamente, o Salão do Jardim e a Sala de Jantar com um novo apainelamento. Além disso, várias chaminés do castelo datam desse período, como por exemplo as dos Grandes Salões.
Novas alterações só foram feitas no século XVIII, já sob a família Burgeat. Estas deixaram o velho castelo com algum conforto e deram-lhe os seus actuais jardins, com novas plantações nas hortas. Também instalaram um viveiro de peixes e construiram uma orangerie. Em 1835 tornaram-se visíveis as transformações no parque pelo aproveitamento económico de zonas agrícolas. 78 hectares da sua área foram transformados por desmatamento de terras agrícolas para os rendeiros do edifício em terras de lavoura. O jardim progressivamente abandonado foi restaurado a partir de 1996.
As obras mais recentes no castelo tiveram lugar em 2005 e duraram um ano. Os restauros incidiram sobre algumas das salas e os seus equipamentos.

### Proprietários e moradores

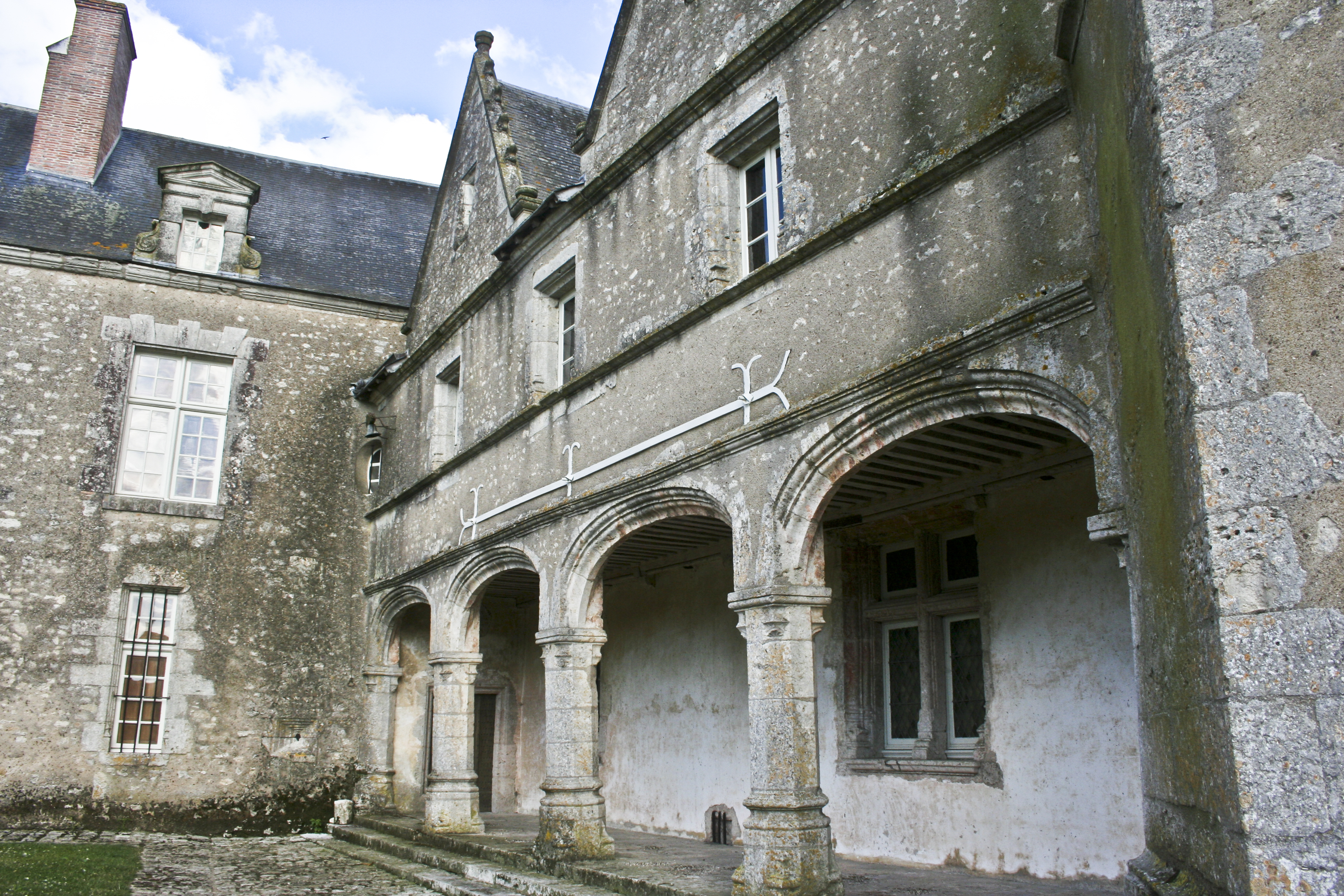
Detalhe do pátio interior

As origens do castelo remonatam ao século XIII, quando Talcy era um senhorio. Aparece mencionado pela primeira vez em 1221, quando o dominio pertencia aos St. Lazare, uma família proveniente de Beaugency.
Em 1466 foi adquirido por Pierre Simon, um advogado vindo de Paris, que o legou ao seu filho Jean, através do qual chegou ao seu neto Philippe. Quando Philippe morreu sem descendência masculina, Talcy passou para o seu irmão Jean, que era conseiller clerc no Parlamento e foi, mais tarde, Bispo de Paris. Após a sua morte, ocorrida em 1502, o castelo e o senhorio chegaram à posse da sua irmã Marie, que o vendeu no dia 8 de Novembro de 1517 a Bernard Salviati. O comerciante e banqueiro florentino estava ao serviço do Francisco I e era um parente da rainha Catarina de Médici por casamento. Através de obras de renovação e ampliação, deu ao castelo a sua actual forma externa. Bernard e a sua esposa, Madeleine de La Tour d’Auvergne, tinham uma filha chamada Cassandre, que Pierre de Ronsard conheceu num baile, realizado no Château de Blois a 25 de Abril de 1545, e por ela se apaixonou. Em 1552, Ronsard publicou uma colecção de poesia com o título Amours de Cassandre, embora o seu amor não tenha sido honrado e ela tenha casado com outro homem.

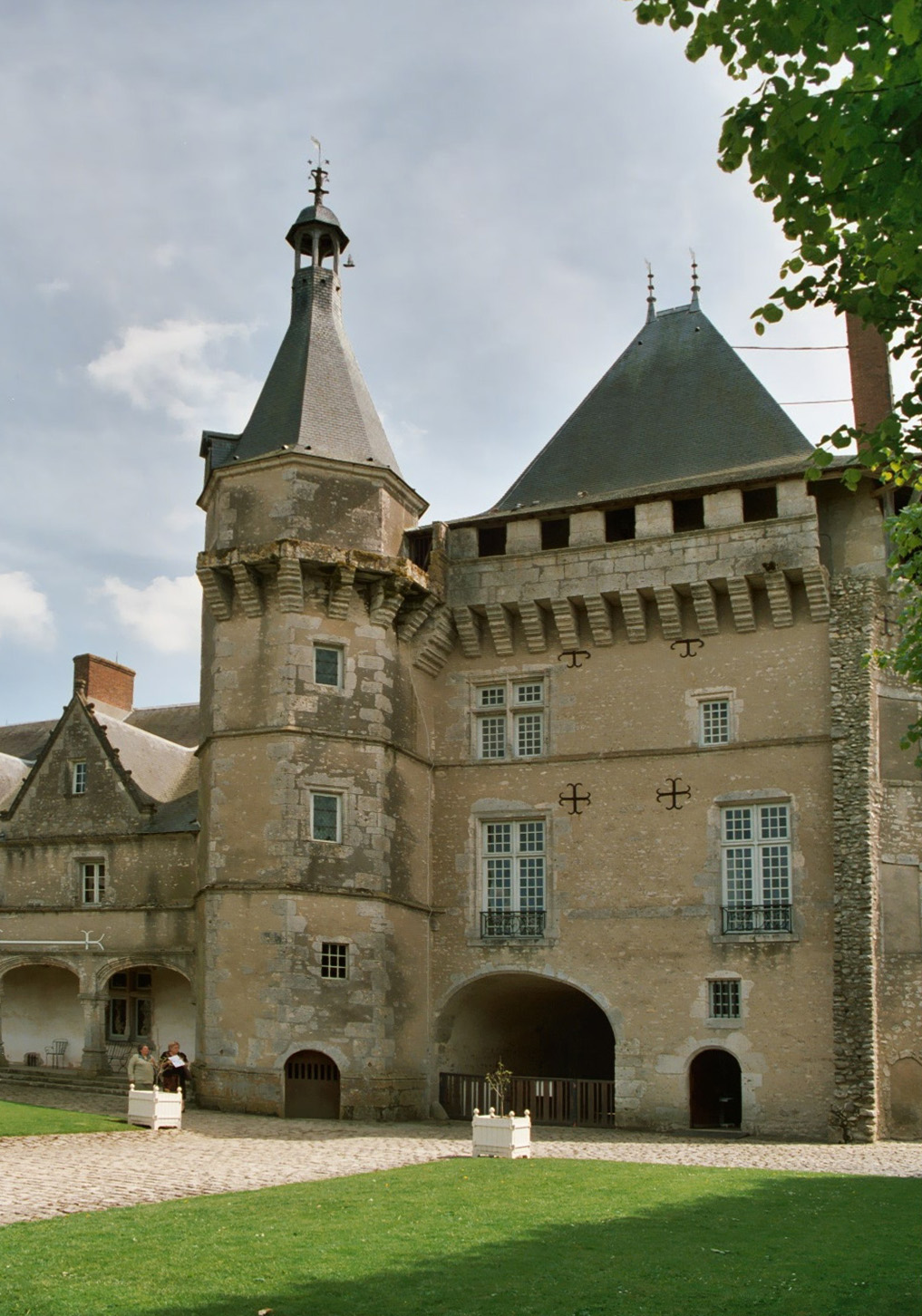
Castelo de Talcy: fachada voltada para o pátio

Após a morte do pai, o irmão de Cassandre, Jean, foi o novo senhor do castelo. A sua graciosa filha Diane, nascida do seu casamento com Jacquette Malon de Bercy, foi a segunda mulher da família que deu a volta à cabeça a um escritor francês. Neste caso, tratou-se do jovem Théodore Agrippa d’Aubigné, que dedicou à bela filha dos Salviati a sua primeira colecção de poesia, Le Printemps. Por essa época. o Castelo de Talcy desempenhou por alguns dias um imnportante papel na história francesa, pois nele se realizou a chamada Conferência de Talcy, nos dias 28 e 29 de Junho de 1562, na qual a regente Catarina de Médici e o seu filho Carlos IX, ainda menor, se reuniram com representantes dos Huguenotes e, também, com António de Bourbon e Luís I de Bourbon. Durante esta reunião, as duas partes tentaram pôr um fim às disputas entre católicos e huguenotes no reino francês, mas sem sucesso.
O irmão de Diane, Forese, foi o novo senhor de Talcy após a morte de seu pai. Casou-se com Isabelle Sardini, a filha de Scipione Sardini, o senhor do Château de Chaumont. A sua filha, também chamada Isabelle tal como a mãe, foi a primeira a realizar aalgumas alterações estruturais no castelo desde há muito tempo.
O edifício foi detido pelos Salviati até 1667, quando foi adquirido por Antoine de Preuilly, que o vendeu em 1674 a Blanchard de St. Martin. Os herdeiros deste passaram Talcy a Jérémie Burgeat, oriundo duma família de oficiais reais, elevado ao pariato em 1720.
Três gerações da família Burgeat foram proprietárias do castelo, antes de ser vendido em 1780 a Elisabeth Gastebois, a viúva de um banqueiro. Através do casamento da sua neta Valentine com Philipp Albert Stapfer, o edifício passou para a posse dessa família de banqueiros e diplomatas suíços. Após a morte do último habitante do castelo, os seus herdeiros venderam a propriedade ao Estado francês em 1932, deixando como condição no contrato que os móveis, tapetes e tapeçarias não podiam ser removidos do castelo. A esta cláusula do contrato deve o edifício a sua extraordinária plenitude das decorações internas.

## Descrição
O disposição do palácio é composta por dois complexos de edifícios: os edifícios de residência senhorial, o chamado grupo do pátio do castelo, e os vários edifícios rústicos que se erguem  a norte, que rodeiam o chamado pátio de lavoura. Para norte fica um jardim barroco e o resto dum parque palaciano. Todo o sistema é dividido por um eixo de 500 metros de comprimento. Este começa com uma alameda, que se estende de sul até ao portal do castelo, atravessa ambos os pátios como um caminho asfaltado, continua pelos jardins e termina na orla norte do parque arborizado.

### Arquitectura

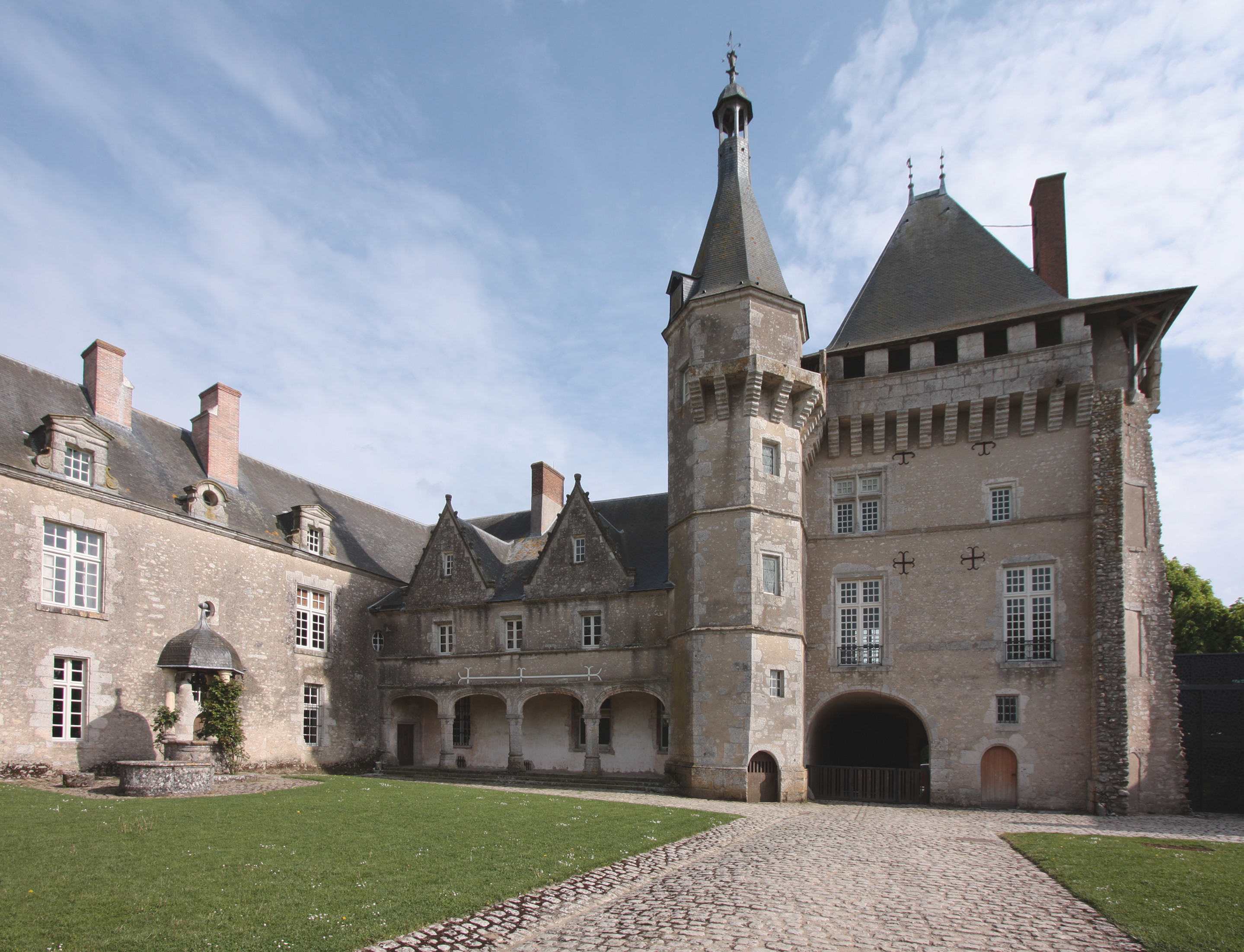
O Donjon visto do pátio, com a torre da escadaria e a galeria contígua

O castelo foi construído durante o Renascimento, mas dá a impressão de remontar ao fim da Idade Média. É muito simples e tem vários elementos de defesa, mas estes serviram apenas para fins decorativos. Faltam-lhe componentes típicos do Renascimento, como pilastras, frisos ornamentais ou arabescos esculpidos. Neste aspecto, o rústico castelo senhorial tem uma forte semelhança com o Castelo de Fougères-sur-Bièvre, que à primeira vista se assemelha mais a uma fortificação que a um palácio.
A área do castelo pode ser acedida pelo Donjon encimado por um telhado elevado, o qual também desempenha as funções duma torre da portaria. No seu cerne, o edifício foi construído provavelmente a partir do último quartel do século XV. Os seus três andares elevam-se numa planta quadrada. O seu piso térreo apresenta duas entradas com silhares em pedra natural: uma porta pequena para peões e um grande portão arcado, que podia ser bloqueado do interior com barrotes transversais de madeira. Os buracos onde estes encaixavam ainda podem ser vistos na parede de ambos os lados do portão. Nos dois cantos exteriores, o donjon possui duas torres hexagonais com telhados cónicos pentagonais. Os seus pisos superiores são em tijolo com brilhante enquadramento em alvenaria. Estão ligadas uma à outra por um adarve com merlões coberto ao nível do terceiro andar. Estes são apoiados sobre a consola saliente e possuem domínio sobre os mata-cães da entrada.
A fachada exterior tem, agora, janelas de vários tamanhos. Antigamente, cada um dos dois primeiros andares tinha uma janela central com cruzaria em pedra, ladeada por duas outras janelas. A janela central do primeiro andar do donjon está agora emparedada. Deste modo, as duas janelas laterais foram consideravelmente aumentadas. No segundo andar, uma das janelas laterais foi substituída por uma versão mais estreita.
No lado do pátio, no canto nordeste do donjon, ergue-se uma torre octogonal, com uma escadaria em espiral no seu interior, cuja construção permaneceu inacabada. O seu telhado poligonal em ardósia possui uma lanterna na sua extremidade superior.

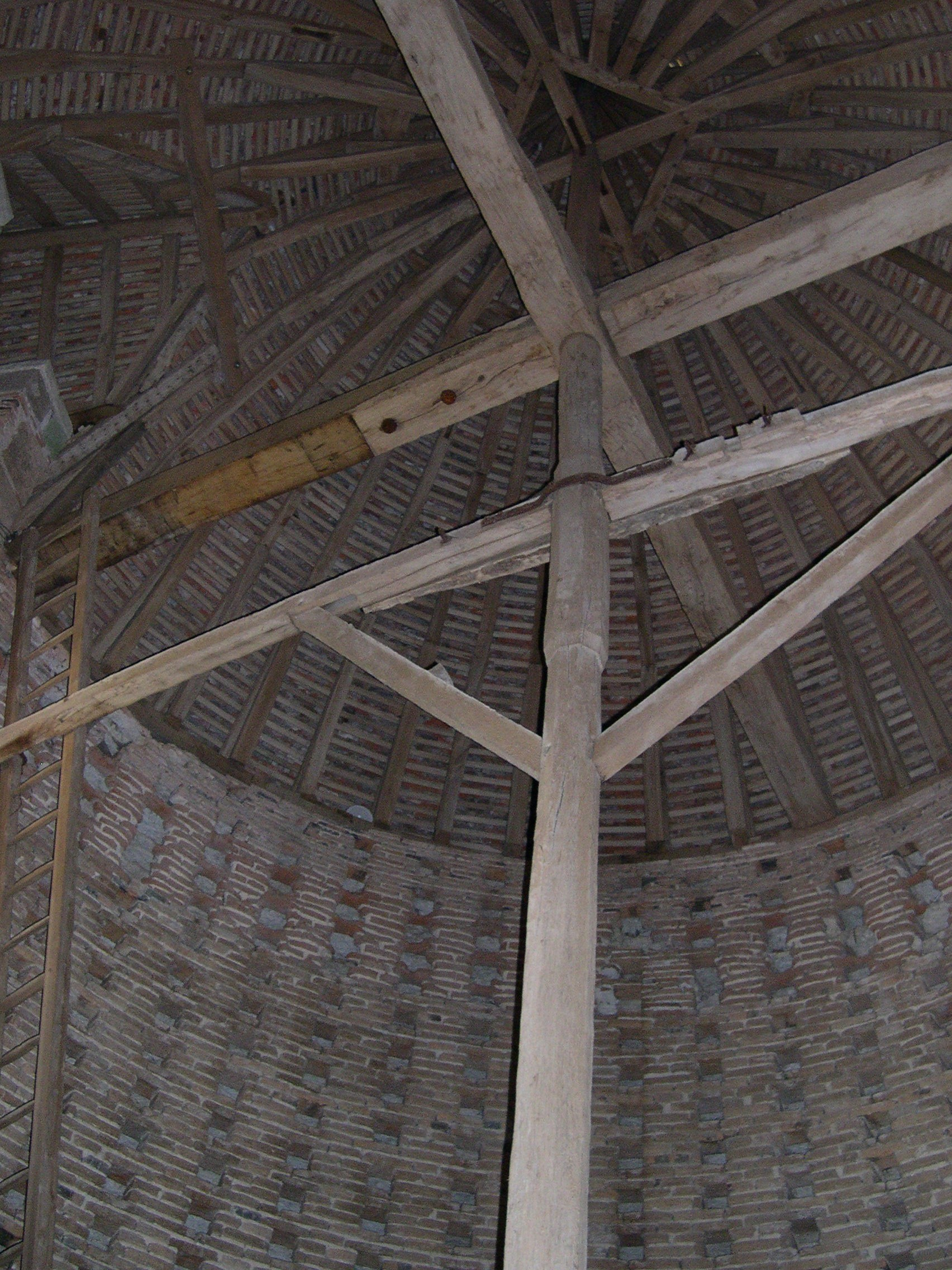
Interior da torre do pombal

A leste do Donjon segue-se uma ala residencial rectangular que, juntamente com a torre da escadaria no lado do pátio, tinha um equivalente no lado oeste do Donjon até à deflagração dum incêndio ocorrido no século XVI. Quando esta ala ardeu num incidente não voltou a ser reconstruída. Apenas existem alguns restos de paredes desse edifício. A ala sul possui, no piso térreo do lado do pátio, uma galeria simples com tecto de vigas. Os seus quatro arcos são apoiados por pilares com bases góticas. O sótão do edifício possui duas empenas simples de forma triangular.
A ala leste do castelo, também destinada a fins residenciais e construída no século XVI, liga-se em ângulo recto com a ala sul e limita o pátio com esta e com o Donjon. Junto a esta ala situa-se um poço redondo datado de 1814, assim como um chafariz coberto por um telhado de ardósia sustentado por três pilares. A extremidade norte da ala leste confina com a antiga capela palaciana, que é a actual igreja paroquial da povoação.
Atrás do muro que delimita o lado norte do pátio situa-se o terreiro dos antigos edifícios agrícolas do conjunto. Para lá dum chafariz destinado aos cavalos, pode ser vista uma prensa de 1640, ainda em funcionamento, instalada num edifício agrícola. A principal atracção deste pátio é o seu pombal quinhentista, com a forma duma grande torre redonda, um dos poucos exemplares sobreviventes do seu género. Uma vez que a manutenção e reprodução de pombos era uma prerrogativa da aristocracia desde a Idade Média, durante a revolução francesa quase todos os pombais foram destruídos como um símbolo odiado de privilégio aristocrático. A torre tem um diâmetro de mais de nove metros e alberga no seu interior cerca de 1500 ninhos. Duas clarabóias no seu cone serviam para a entrada e saída dos pombos.

### Disposição interior

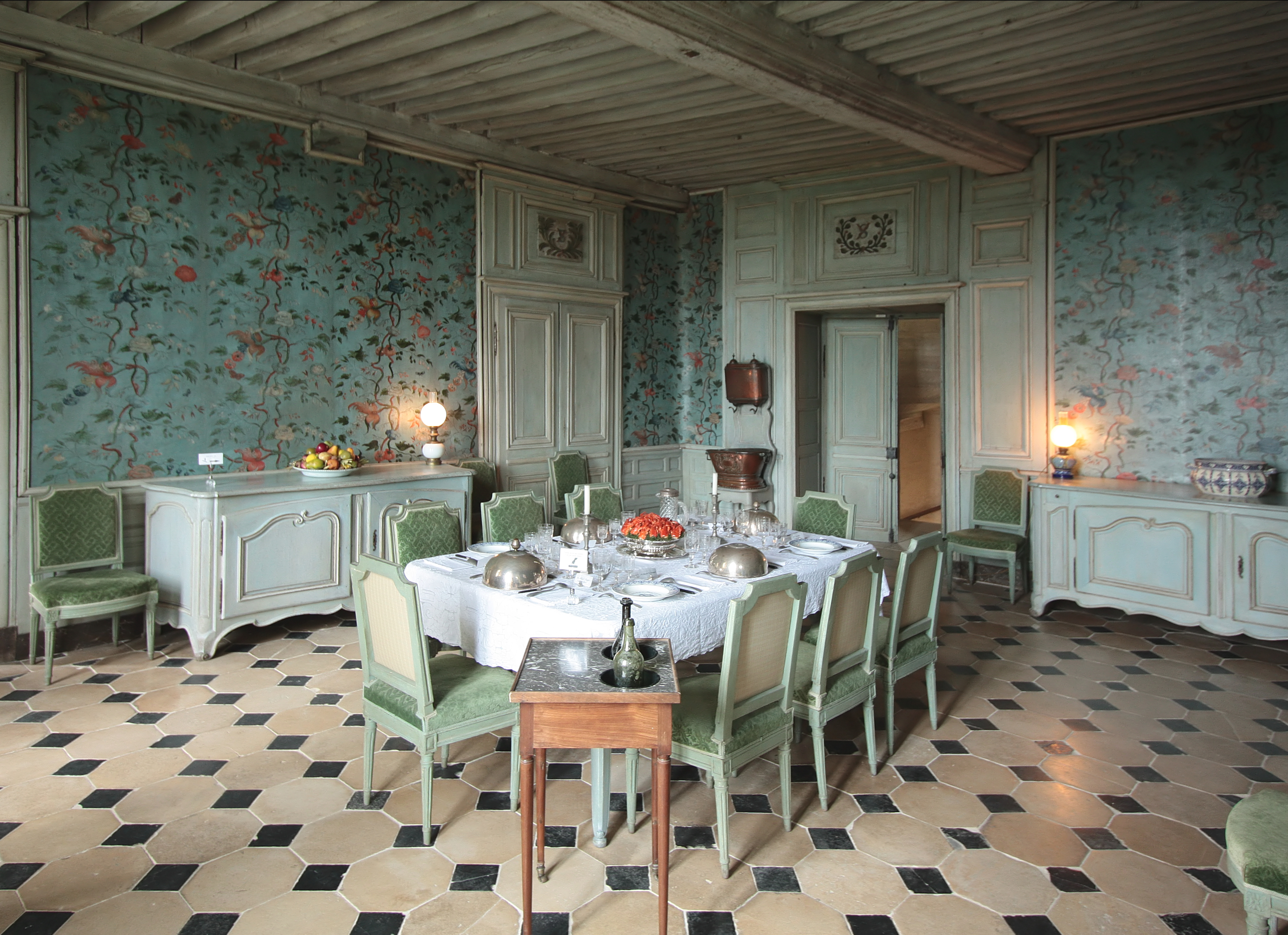
A Sala de Jantar

O Castelo de Talcy, apesar da pouca espectacularidade da sua arquitectura, é um destino popular já que o seu interior está quase totalmente preservado com mobílias dos séculos XVII e XVIII. No seu conjunto, dão uma imagem nítida da vida senhorial nos séculos XVIII e XIX. As salas estão decoradas com mais bom gosto do que luxo e a arquitectura interior dá uma impressão simples e rústica.
O  Salão do Jardim, no piso térreo da ala sul, possui um tecto com vigas e um chão de ladrilhos com a aparência de favos de mel. A sua lareira, com restos de pintura velha, data do primeiro terço do século XVI. O elemento mais chamativo é uma rara tapeçaria mille-fleur do século XV.
A arquitectura da cozinha do castelo foi totalmente preservada, tal como foi construída no século XVI. Esta inclui, por exemplo, um tecto com abóbada de berço e a lareira, com uma face arredondada no seu extremo superior. No lado direito da lareira existe um antigo forno e o dispositivo com o espeto rotativo, que ainda funciona.

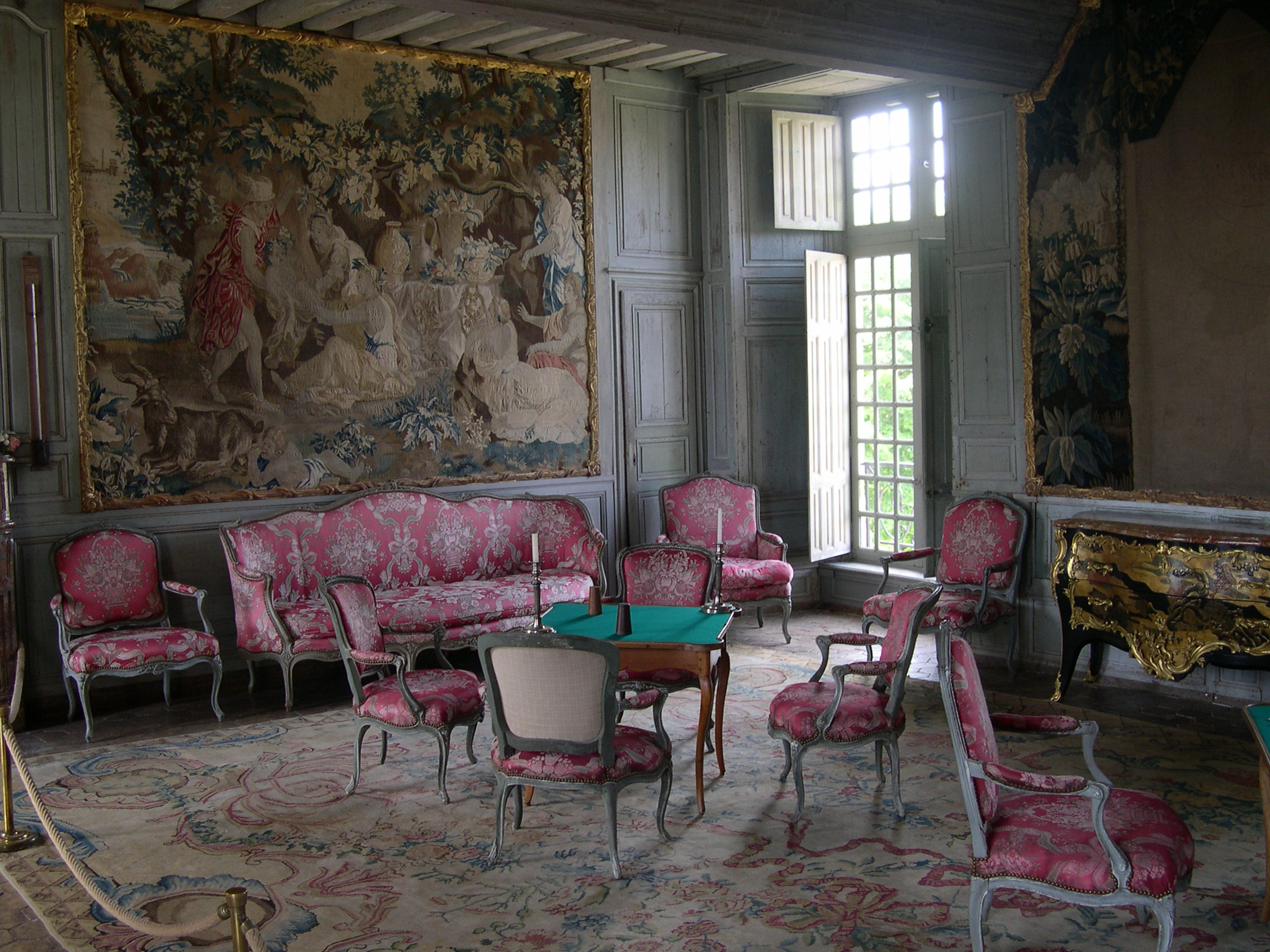
O Grande Salão

No extremo norte da ala leste, situa-se no piso térreo o Quarto de Carlos IX, com um apainelamento escuro e uma cama, cuja valiosa cobertura de tecido mostra uma "espinha de peixe" francesa. O nome deste quarto deve-se a uma curta estada do rei francês Carlos IX com a idade de onze anos, durante a qual passou uma noite neste quarto.
No primeiro andar, por cima do Quarto de Carlos IX, situa-se o Quarto de Catarina de Médici, onde aquela rainha passou uma noite em 1562. O quarto possui um tecto de vigas e um apainelamento na mesma tonalidade. Destca-se a cama de dossel do século XVII, com cortinas de seda. Uma porta neste quarto dá directamente para uma tribuna na antiga capela palaciana vizinha.
No primeiro andar, por cima do Salão do Jardim, situa-se a Sala de Jantar do palácio, cujo chão está coberto com ladrilhos pretos e brancos. As suas paredes são cobertas por apainelamentos nas suas secções inferiores e em volta das portas. A restante superfície está coberta por um precioso papel de parede em linho desde a época de Luís XV, o qual tem pintadas plantas trepadeiras e flores coloridas sobre fundo turquesa. Apropriados para o equipamento claro em madeira são os móveis brancos da oficina do marceneiro Belet.

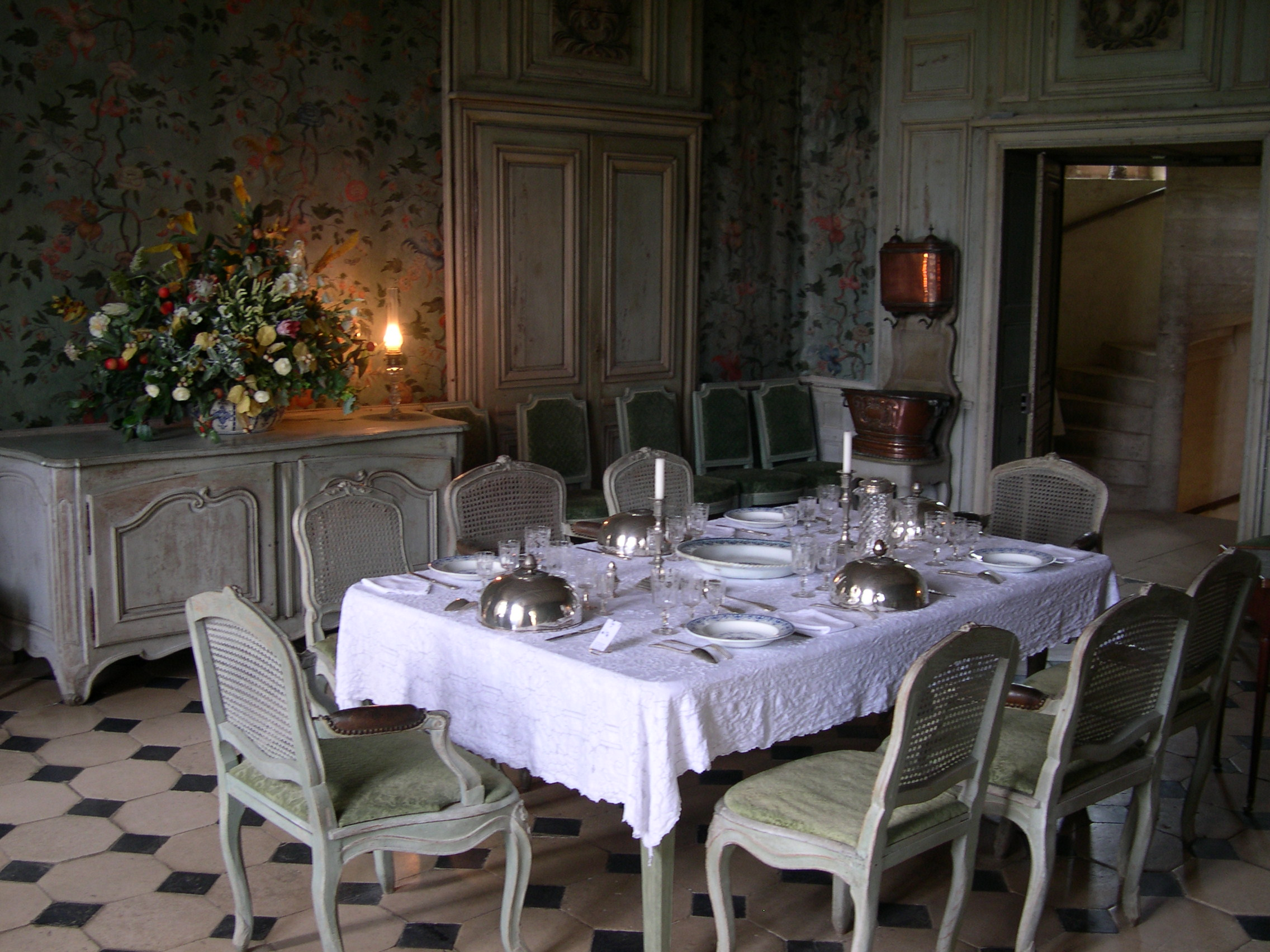
Detalhe da Sala de Jantar

No Donjon, contíguo à Sala de Jantar, fica o Grande Salão. Ocupa todo o primeiro andar e, tal como a maioria dos interiores, tem um tecto com vigas. Os painéis brancos têm quatro zonas que estão ocupadas por grandes tapeçarias de Aubusson. As tapeçarias de parede foram realizadas especificamente para este espaço, o que é facilmente reconhecível por o seu tamanho se adaptar perfeitamente aos painéis, e retratam cenas da Mitologia Grega. Pelo seu lado, o pavimento é coberto por uma grande tapeçaria da Manufacture de la Savonnerie. A particularidade deste espaço prende-se com o grande número de assentos, cobertos com cetim vermelho, que ali se podem ver, estando representados quase todos os tipos mais comuns no século XVIII: dois canapés, uma bergère (em francês: fauteuil bergère), oito cadeiras à rainha (em francês: fauteuils à la reine) e quatro cabriolet-sessel (em francês: fauteuil en cabriolet), todos provenientes da oficina do marceneiro pasisiense Jean-Baptiste Lebas. A maior parte dos cadeirões estão agrupados em volta de duas mesas de jogo em estilo Luís XV. Também digna de interesse nesta sala é uma cómoda, lacada de preto com aplicações em bronze dourado, vinda da oficina Desmoulin.
Outras valiosas peças de mobiliário no castelo são uma cama em estilo Império com dossel em forma de tenda e uma chamada secretária-bacia do século XVIII, assim como seis cadeiras em estilo Luís XV e uma magnífica cómoda com decoração rococó presentes no Pequeno Salão.

## Jardins e parque

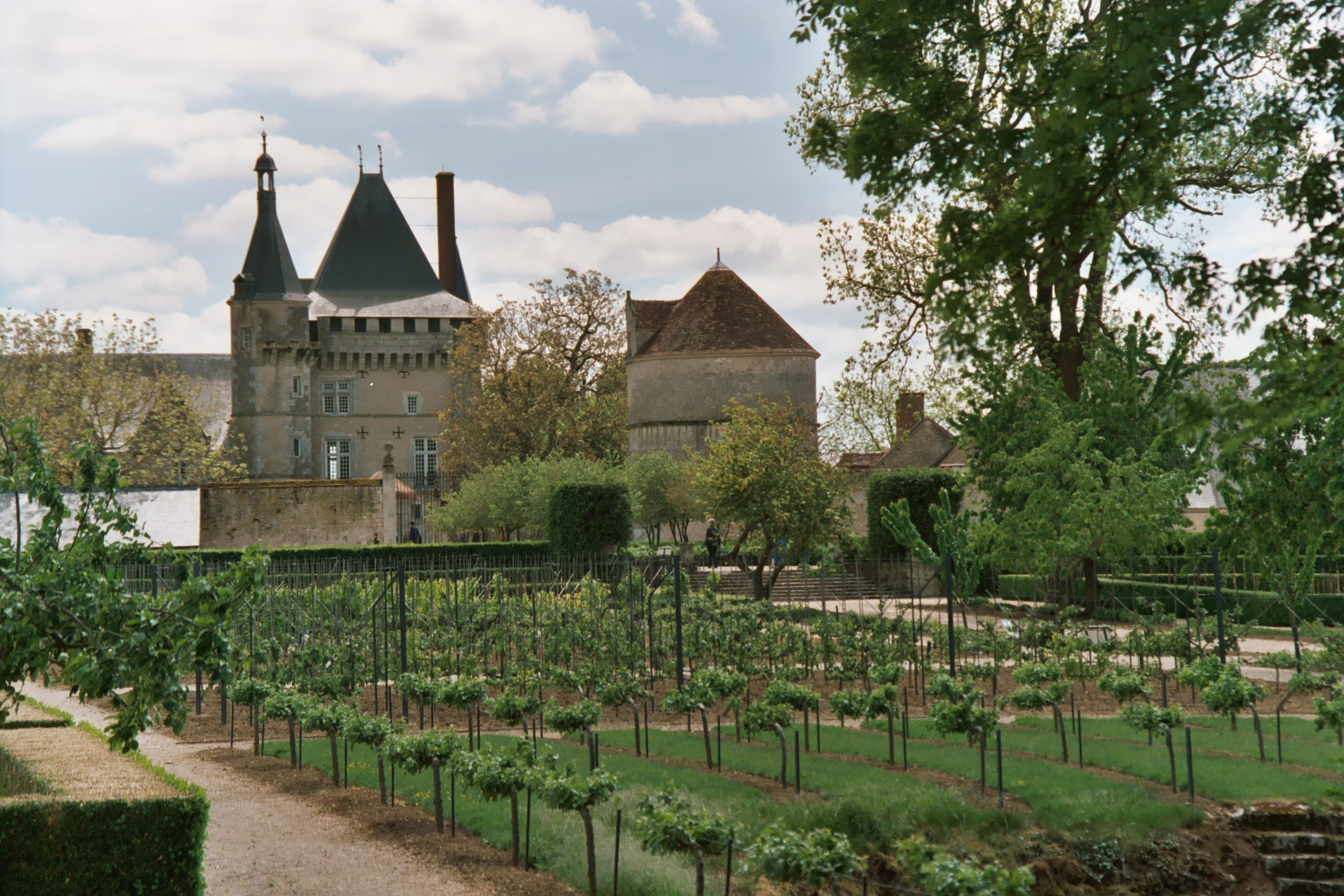
Vista parcial dos jardins barrocos com o castelo ao fundo

A parte norte da área do castelo é ocupada por um grande jardim de sete hectares com um parterre estritamente simétrico em estilo barroco e um pequeno parque.
Do pátio de serviço acede-se a um terraço ajardinado com dois parterres relvados, plantados com árvores baixas e circundados por uma sebe. No lado norte do terraço, uma escadaria semi-circular conduz a um jardim barroco maior, plantado, desde 1996, com uma autêntica disposição setecentista pelo arquitecto paisagísta Joëlle Weill.
Um total de 19 parterres também serve como jardim de frutas, verduras e de recreio. Os canteiros de fruta, onde são cultivadas antigas variedades de maçãs e de pêras, estão divididos por canteiros de flores.
A leste do jardim está uma grande área relvada bem cuidada, que é um vestígio dos antigos jardins do palácio, tal como o pedaço de bosque que pode ser acedido através dum portão gradeado. Este bosque é atravessado por vários caminhos que o percorrem irradiando a partir de dois pontos centrais.

## Literatura
- Vincent Cochet: Le château de Talcy. Monum, Éd. du Patrimoine, Paris 2006, ISBN 2-85822-881-7.
- Wilfried Hansmann: Das Tal der Loire. Schlösser, Kirchen und Städte im «Garten Frankreichs». 2ª Edição. DuMont, Köln 2000, ISBN 3-7701-3555-5, pp. 69–73.
- Wiebke Krabbe (tradutor): Die Schlösser der Loire. Komet, Frechen 2001, ISBN 3-89836-200-0, pp. 98–99.
- Robert de Laroche, Catherine Bibollet: Châteaux, parcs et jardins en vallée de la Loire. Renaissance du livre, Tournai 2003, ISBN 2-8046-0754-2.
- Frédéric Lesueur: Talcy. In: Société française d'archéologie (Ed.): Congrès archéologique de France. Jg. 88, 1926, ISSN 0069-8881, pp. 495–508.
- Jean-Marie Pérouse de Montclos: Schlösser im Loiretal. Könemann, Colónia 1997, ISBN|3-09508-597-9, pp. 326−329.
- René Polette: Liebenswerte Loireschlösser. Morstadt, Kehl 1996, ISBN 3-88571-266-0, pp. 99−101.
- Schlösser an der Loire. Michelin, Landau-Mörlheim 2005, ISBN 2-06-711591-X, pp. 297−298.